# House of Ill Fame
House of Ill Fame – debiutancki album studyjny kanadyjskiej grupy rockowej The Trews, wydany 19 sierpnia 2003 roku.

## Lista utworów
1. "Every Inambition"
2. "Not Ready To Go"
3. "Confessions"
4. "When You Leave"
5. "Tired of Waiting"
6. "Hopeless"
7. "Fleeting Trust"
8. "Why Bother"
9. "Black Halo"
10. "You're So Sober"
11. "Hollis and Morris"
12. "Stray"